# 釣りバカ日誌10
『釣りバカ日誌10』（つりバカにっしテン）は、1998年8月8日公開の日本映画。釣りバカ日誌シリーズ第11作（レギュラーシリーズ第10作）。

## あらすじ
会社や家庭の問題などで毎日頭を悩ませながら多忙な日々を送る鈴木建設の社長・一之助ことスーさん。そんなある日、会社の役員会の場において重役連中との意見が対立し、頭に来たスーさんは「もうこんな会社辞めてやる‼」と言い残し、運転手の前原を付き合わせ西伊豆の駿河湾に釣りに行ってしまう。しかし、楽な筈だった隠居生活も長くは続かず、次第に心苦しい毎日が続き、遂には東京へと舞い戻る事になる。
東京に戻ったスーさんは、釣りの師匠で万年ヒラリーマンである伝助の家を訪れるが、そんなスーさんを見かねた伝助は「世の中には楽ばかりして隠居生活を送っている老人ばかりではなく、定年退職後も再就職して頑張っている老人だって大勢いるんだから」とスーさんを励ます。伝助の言葉に心を打たれたスーさんは、再就職を決意し、年齢不問のビルメンテナンスの会社に入社する事になる。ところが、その会社より清掃員として派遣された企業は、奇しくも自分が辞めたばかりの鈴木建設であった。サングラスとマスクで変装し、かつて自分が守り育てた会社の建物の地下室の一角にある管理室に出勤する事になり、そこで働く青年・松五郎の助手として付くことになる。今まで最上階の社長室から見下ろしていたスーさんは、地下から見上げると今までの会社の様子がまるで違ったものに見えてくる。そんなスーさんの姿に鈴木建設の社員は誰一人と気付かれる事はなかったが、唯一伝助だけは清掃員として働くスーさんにはいち早く気付いていた。また、松五郎も伝助の釣り仲間の一人であり、休日になると伝助・スーさんに加え、松五郎と彼の恋人・みどりとの釣りを楽しむ日々であった。だが、そんな第二の人生の日々は長く続かず、ある日秘書室長の草森によって変装したスーさんの正体がばれてしまい、慌てた重役連中たちによってスーさんは社長の椅子に戻されてしまう。
結局、社長に復職したスーさんであったが、その一方で松五郎の子供を妊娠したみどりが、今後の事に関してどうしても煮え切れない態度をとり続ける松五郎に愛想を尽かし、実家へ帰ってしまうという事件が発生。松五郎から話を聞かされた伝助は、みどりの故郷である福岡県北九州市の八幡に出張のついでと称し、松五郎の恋の指南役に買って出る。そのおかげで、頑固一徹なみどりの父親も見事に説得し、松五郎とみどりは無事結納の日を迎えることが出来た。
二人の祝宴に出席した伝助とスーさんは、若い二人の門出を祝いつつ、その後は洞海湾で釣りを楽しむのであった。

## キャスト
浜崎家
- 浜崎伝助（鈴木建設営業三課） - 西田敏行
- 浜崎みち子（妻） - 浅田美代子
- 浜崎鯉太郎（息子） - 上野友

鈴木家
- 鈴木一之助（鈴木建設代表取締役社長） - 三國連太郎
- 鈴木久江（妻） - 奈良岡朋子

メインゲスト
- 富田松五郎（伝助の釣りの弟子） - 金子賢
- 岩下みどり（松五郎の恋人） - 宝生舞

鈴木建設
- 秋山（専務） - 加藤武
- 堀田（常務） - 鶴田忍
- 原口（取締役） - 竜雷太
- 川島（営業本部長） - 小野寺昭
- 総務課長 - 塩屋俊
- 草森（秘書室長） - 中村梅雀
- 佐々木和男（営業三課課長） - 谷啓
- ひとみ（営業三課） - 細川ふみえ
- 前原（運転手） - 笹野高史

その他
- 太田八郎（ハマちゃんの隣人） - 中本賢
- 岩下耕作（みどりの父） - 夏八木勲
- 谷内 - 丹野由之
- ニュースキャスター - 石井苗子
- 日下部正俊 - なぎら健壱
- 高木ブー

## スタッフ
- 監督 - 栗山富夫
- 原作 - やまさき十三（作）、北見けんいち（画）（小学館「ビッグコミックオリジナル」連載）
- 脚本 - 山田洋次、朝間義隆
- プロデューサー - 瀬島光雄、中川滋弘
- 音楽 - かしぶち哲郎
- 撮影 - 花田三史
- 美術 - 横山豊
- 編集 - 鶴田益一
- 音楽プロデューサー - 高石真美
- 録音 - 近藤勲
- 助監督 - 大谷幸夫

## ロケ地
- 東京都
- 福岡県北九州市
  - スペースワールド

## 地上波放送履歴
| 回数 | テレビ局   | 番組名             | 放送日        |
| ---- | ---------- | ------------------ | ------------- |
| 初回 | フジテレビ | ゴールデンシアター | 2003年3月29日 |

## その他
- 本作上映の1ヶ月前にトライスター版ゴジラが公開されており、タイトルクレジットの漫画で浜崎伝助と鈴木一之介がゴジラ似の怪獣を釣るというパロディ描写がある。
- 浜崎がトイレから帰ってきた際に歌っていた替え歌の原曲は『帰ってきたウルトラマン』のOPである。
- 2006年に放送されたフジテレビ系ドラマ『トップキャスター』の中で、椿木春香（天海祐希）と結城雅人（谷原章介）が『釣りバカ日誌10』を観に行ったという設定が存在する。